# يان فان ريبيك
يان فان ريبيك  (21 أبريل 1619 - 18 يناير 1677 ) كان مسئولاً استعمارياً هولندياً، ومؤسس كيب تاون.

## روابط خارجية
- يان فان ريبيك على موقع الموسوعة البريطانية (الإنجليزية)